# ميديا فاكتوري
ميديا فاكتوري (باليابانية: メディアファクトリー) هي دار نشر تابعة لشركة كادوكاوا، تأسست في 1 ديسمبر 1986 ويقع مقرها الرئيسي في شيبويا بطوكيو.